# Кіноколо (5-та церемонія вручення)
5-та церемонія вручення Національної премії кінокритиків «Кіноколо» за досягнення українського кінематографа та діячів кіноіндустрії відбулася 20 жовтня 2022 року в Києві перед відкриттям кінофестивалю «Київський тиждень критики» в кінотеатрі «Жовтень».

## Фільми з кількома номінаціями та нагородами
На п'ятій церемонії вручення національної премії кінокритиків «Кіноколо» було представлено 19 фільмів:
| Номінації | Фільм                                              | Нагороди |
| --------- | -------------------------------------------------- | -------- |
| 6         | «Памфір»                                           | 5        |
| 5         | «Клондайк»                                         | 1        |
| 5         | «Бачення метелика»                                 | 0        |
| 4         | «Відблиск»                                         | 0        |
| 2         | «Я і Фелікс»                                       | 0        |
| 2         | «Як там Катя?»                                     | 0        |
| 1         | «Ми, Європа»                                       | 1        |
| 1         | «Нескінченність за Флоріаном»                      | 1        |
| 1         | «Ти в порядку?»                                    | 1        |
| 1         | «Гибкий Чаплинъ: Аспект»                           | 0        |
| 1         | «Джордан'96»                                       | 0        |
| 1         | «Дивні – Ходять лісом»                             | 0        |
| 1         | «Згасаюче світло»                                  | 0        |
| 1         | «Лалібела»                                         | 0        |
| 1         | «Літургія протитанкових перешкод»                  | 0        |
| 1         | «Про Ігната-ї*аната: то не казка, а бувальщина...» | 0        |
| 1         | «Снайпер. Білий Ворон»                             | 0        |
| 1         | «Терикони»                                         | 0        |
| 1         | «Щоденник нареченої Христа»                        | 0        |

## Список переможців та номінантів
★Переможців виділено окремим кольором
| Найкращий повнометражний ігровий фільм   | ★«Памфір» — реж. Дмитро Сухолиткий-Собчук, прод. Олександра Костіна, Євгенія Яцута, Артем Колюбаєв, Альона Тимошенко, Лора Бріан, Богна Шевчик, Клаудія Смея-Ростворовська, Жанкарло Насі, Адольф Ель Ассаль, Сільвана Сантамарія                            |
| Найкращий повнометражний ігровий фільм   | «Бачення метелика» — реж. Максим Наконечний, прод. Дар’я Бассель, Єлізавета Сміт |
| Найкращий повнометражний ігровий фільм   | «Відблиск» — реж. Валентин Васянович, прод. Валентин Васянович, Володимир Яценко, Ія Мислицька, Анна Яценко |
| Найкращий повнометражний ігровий фільм   | «Клондайк» — реж. Марина Ер Горбач, прод. Святослав Булаковський, Марина Ер Горбач, Мехмет Баґадир Ер |
| Найкращий короткометражний ігровий фільм | ★«Ти в порядку?» — реж. Наталка Ворожбит, прод. Денис Крупнов, Наталка Ворожбит |
| Найкращий короткометражний ігровий фільм | «Джордан'96» — реж. Катерина Лесик, прод. Володимир Яценко, Анна Яценко |
| Найкращий короткометражний ігровий фільм | «Згасаюче світло» — реж. Іван Орленко, прод. Олександр Омельянов |
| Найкращий короткометражний ігровий фільм | «Лалібела» — реж. Анна Морозова, прод. Мирослав Гай, Кирило Нечмоня |
| Найкращий документальний фільм           | ★«Нескінченність за Флоріаном» — реж. Олексій Радинський, прод. Люба Кнорозок |
| Найкращий документальний фільм           | «Літургія протитанкових перешкод» — реж. Дмитро Сухолиткий-Собчук, прод. Су-Джанг Канг, Даніель Ломбросо, Олександра Сорохан, Дмитро Сухолиткий-Собчук |
| Найкращий документальний фільм           | «Терикони» — реж. Тарас Томенко, прод. Володимир Філіппов, Алла Овсяннікова, Андрій Суярко |
| Найкращий документальний фільм           | «Щоденник нареченої Христа» — реж. Марта Смеречинська, прод. Наталія Лібет |
| Найкращий анімаційний фільм              | ★«Ми, Європа» — реж. Марина Степанська, Анна Дудко, прод. Галина Шиян |
| Найкращий анімаційний фільм              | «Гибкий Чаплинъ: Аспект» — реж. Оксана Курмаз, прод. Зарина Костельман |
| Найкращий анімаційний фільм              | «Дивні – Ходять лісом» — реж. Роман Дзвонковський, прод. Роман Дзвонковський |
| Найкращий анімаційний фільм              | «Про Ігната-ї*аната: то не казка, а бувальщина...» — реж. Устин Данчук, Андрій Польшин, прод. Андрій Польшин. |
| Відкриття року                           | ★«Памфір» — реж. Дмитро Сухолиткий-Собчук |
| Відкриття року                           | «Бачення метелика » — реж. Максим Наконечний |
| Відкриття року                           | «Снайпер. Білий Ворон» — реж. Роман Хімей |
| Відкриття року                           | «Як там Катя?» — реж. Крістіна Тинькевич |
| Найкращий режисер                        | ★Дмитро Сухолиткий-Собчук — «Памфір» |
| Найкращий режисер                        | Валентин Васянович — «Відблиск» |
| Найкращий режисер                        | Марина Ер Горбач — «Клондайк» |
| Найкращий режисер                        | Максим Наконечний — «Бачення метелика» |
| Найкращий режисер                        | Ірина Цілик — «Я і Фелікс» |
| Найкращий актор                          | ★Олександр Яцентюк — «Памфір» |
| Найкращий актор                          | Юрій Іздрик — «Я і Фелікс» |
| Найкращий актор                          | Роман Луцький — «Відблиск» |
| Найкращий актор                          | Сергій Шадрін — «Клондайк» |
| Найкраща акторка                         | ★Оксана Черкашина — «Клондайк» |
| Найкраща акторка                         | Ріта Бурковська — «Бачення метелика» |
| Найкраща акторка                         | Анастасія Карпенко — «Як там Катя?» |
| Найкраща акторка                         | Соломія Кирилова — «Памфір» |
| Найкращий сценарій                       | ★Дмитро Сухолиткий-Собчук — «Памфір» |
| Найкращий сценарій                       | Валентин Васянович — «Відблиск» |
| Найкращий сценарій                       | Марина Ер Горбач — «Клондайк» |
| Найкращий сценарій                       | Максим Наконечний, Ірина Цілик — «Бачення метелика» |
| За досягнення                            | ★Станіслав Битюцький, Альона Пензій, Олександр Телюк за цикл показів «Дивне, химерне, фантастичне» |
| За досягнення                            | Дарія Бедьор за серію статей Why We Need a Post-Colonial Lens to Look at Ukraine and Russia; Selbstkritik vergeblich gesucht: Die leidige Rolle der russischen Intellektuellen; Cannes Film Festival: We need to talk about the influence of Russian culture |
| За досягнення                            | Микита Лиськов за телеграм-канал «АнімаціЯ» та серію робіт Putler kaput |
| За досягнення                            | Сергій Тримбач за книги «Іван Миколайчук. Містерії долі», «Богдан Ступка. Метаморфози» |